# Habranthus maasii
Habranthus maasii är en amaryllisväxtart som beskrevs av Pierfelice Ravenna. Habranthus maasii ingår i släktet Habranthus och familjen amaryllisväxter. Inga underarter finns listade i Catalogue of Life.